# Frédéric Frenay
Frédéric Frenay (Birkesdorf, 15 november 1971) is een Duitse auteur die in Luxemburg woont. Hij is bekend van Tango Libre (2012), Diamant 13 (2009) en Ne te retourne pas (2009). Hij is de zoon van een Belgische vader en een Duitse moeder.

## Filmografie
- 2013: Les âmes de papier: Charles
- 2013: Love Eternal: Barman
- 2013: Arrêtez-Moi: Vredeshandhaver
- 2012: Tango Libre: Patrick
- 2012: D'Symmetrie vum Päiperlek: Grégori / Georges
- 2010: Dernier étage gauche gauche: GAV 1
- 2010: Illégal: Politieagent 1
- 2010: Trouble No more: Mike
- 2009: Réfractaire: Schupo
- 2009: Ne te retourne pas: Slager
- 2009: Diamant 13: Vriend
- 2008: Bride Flight: Elder
- 2008: Les dents de la nuit: Luitenant Mr. Francis 2
- 2007: Freigesprochen: COP
- 2006: Deepfrozen: Brandweerman Elvis
- 2006: IvoEva: Politieagent
- 2005: Masz na imie Justine: Bodybuilder
- 2004: La revanche: Xavier Lautner
- 2003: Le Club des chômeurs: Franse gangster
- 2002: De Tweeling: Vati
- 2002: Le troisième oeil: André

- Gemeinsame Normdatei: 1062023226
- International Standard Name Identifier: 0000 0004 5670 8227
- Virtual International Authority File: 40145003737261341034
- WorldCat: E39PBJrKYwqGdbppM8MFJ7kkXd